# Jan Vos
Jan Vos (Utrecht, 17 de abril de 1888 - Dordrecht, 25 de agosto de 1939) foi um futebolista e treinador de futebol neerlandês, medalhista de bronze nos Jogos Olímpicos de 1912.